# Церква Оура
Церква Оура (яп. 大浦 天主堂, О:ура Тенсюдо:) — римо-католицька церква в японському місті Нагасакі, інакше знана як церква 26 японських мучеників.
Церква Оура є однією з двох споруд у західному стилі, що належить до Національних скарбів Японії. Водночас вона є найстарішою діючою християнською церквою в країні.

## Історія
Зовнішній вигляд і убрання церкви були запропоновані французьким священником Луї Фуре. Будувалася Оура місцевим архітектором Коямою Хіденосіном. В цілому будівництво було завершене у грудні 1864 року. Нинішній вигляд, що поєднує риси готичного стилю і бароко, храм набув після реконструкції в 1879 році. Спочатку він був строго готичним.
Передня частина церкви Оура виходить на пагорб Нісідзака, де в 1597 році було розіпнуто 26 християн-японців. Примітними особливостями церкви є її дерев'яні конструкції, вікна з кольорового скла і настінний розпис «Мучеництво 26 святих». Біла мармурова статуя Богоматері біля входу в храм встановлена на згадку про японських християн, загиблих при пригніченні повстання в Сімабарі в 1637—1638 роках.
17 березня 1865 року до французького священника Бернара Петіжана, що служив у церкві Оура, прийшла група селян з району Уракамі зі звісткою про те, що вони — християни, нащадки перших християн Японії, що таємно зберегли свою віру впродовж століть, попри релігійні переслідування. Незабаром в Нагасакі потягнулися десятки тисяч таємних християн-японців. Дізнавшись про цю дивовижну подію, папа Римський Пій IX назвав його «дивом Сходу». На згадку про це в дворику нижче церкви Оура встановлений бронзовий барельєф.
Церква Оура була визнана національним скарбом Японії в 1933 році і знову 31 березня 1953 року згідно із законом про захист культурних цінностей 1951 року. До 2009 року це була єдина будівля в європейському архітектурному стилі в списку національних скарбів. 2009 року до цього списку увійшов Палац Акасака (Akasaka Palace), побудований на рубежі XIX—XX віків у стилі необароко.

## Ресурси Інтернету
- Oura Catholic Church [Архівовано 10 травня 2013 у Wayback Machine.] (англ.)

1. ↑  https://kunishitei.bunka.go.jp/heritage/detail/102/3522
2. ↑  https://kunishitei.bunka.go.jp/heritage/detail/401/00003763
3. 1 2 3  国指定文化財等データベース — 1997.